# Koziegłowy
Koziegłowy este un oraș în Polonia.